# Vodno steklo
Vodno steklo je steklo, ki je lahko topljivo v vodi.
Vodno steklo je po kemični sestavi natrijev ali kalijev silikat. Izdeljujejo ga tako, da topijo kremenčev pesek s sodo ali s pepeliko, nakar raztaljeno in ohlajeno snov zdrobijo in pod pritiskom raztopiji v vodi v gosto sirupasto tekočino.
Vodno steklo se je uporabljalo za impregniranje  tkanin, lesa, papirja, da bi te snovi postale bolj odporne napram ognju. Uporablja pa se še kot lepilo za porcelan, steklo in umetni kamen, za lošč in polnilo v keramični industriji.
Še pred nekaj desetletji so na kmetih v vodno steklo vlagali sveža jajca in so tako dolgo časa ostala uporabna.